# Troisième circonscription de la préfecture de Chiba
La troisième circonscription de la préfecture de Chiba (千葉県第3区, Chiba-ken dai-san-ku) est l'une des quatorze circonscriptions législatives que compte la préfecture de Chiba au Japon.

## Description géographique
Entre 1994 et 2002, la troisième circonscription de la préfecture de Chiba regroupait les arrondissements de Wakaba et Midori de la ville de Chiba et la ville d'Ichihara.
Depuis 2002, elle comprend les mêmes unités administratives à l'exception de l'arrondissement de Wakaba,.

## Députés
| Législature | Début de mandat | Fin de mandat | Député élu            | Parti politique | Parti politique |
| ----------- | --------------- | ------------- | --------------------- | --------------- | --------------- |
| 41e         | 1996            | 2000          | Masayuki Okajima (ja) |                 | Shinshintō      |
| 42e         | 2000            | 2003          | Hirokazu Matsuno      |                 | PLD             |
| 43e         | 2003            | 2005          | Kazumasa Okajima (ja) |                 | PDJ             |
| 44e         | 2005            | 2009          | Hirokazu Matsuno      |                 | PLD             |
| 45e         | 2009            | 2012          | Kazumasa Okajima      |                 | PDJ             |
| 46e         | 2012            | 2014          | Hirokazu Matsuno      |                 | PLD             |
| 47e         | 2014            | 2017          | Hirokazu Matsuno      |                 | PLD             |
| 48e         | 2017            | 2021          | Hirokazu Matsuno      |                 | PLD             |
| 49e         | 2021            | 2024          | Hirokazu Matsuno      |                 | PLD             |
| 50e         | 2024            | -             | Hirokazu Matsuno      |                 | PLD             |